# Vittorio Salmini
Vittorio Salmini (Venezia, 12 marzo 1832 – Venezia, 12 giugno 1881) è stato un poeta e drammaturgo italiano.

## Biografia
L'autore veneziano è noto soprattutto per le sue opere teatrali ad argomento storico-politico e per le sue liriche cupe e drammatiche. La sua visione politica era orientata verso una democrazia repubblicana e sociale.
Partecipò nel 1848-1849 all'esperienza della Repubblica di Venezia e in quel periodo ottenne il permesso di pubblicare in Venezia un giornale teatrale e umoristico intitolato "Sior Todaro". A quattro mani, con Paulo Fambri, scrisse opere teatrali. La "ditta" presto si sciolse, ma i due rimasero amici. Erano una coppia curiosa: Fambri grosso e erculeo, Salmini magro, piccolo, esile. Collaborò nel 1857-1858 alla rivista milanese "Il Pungolo", diretta da Leone Fortis. Morì di cancro. Paulo Fambri, allora ministro, si prese cura del figlio di Vittorio Salmini.

## Opere
- Drammi politico-sociali: Riabilitazione!, Potestà Patria, 1879;  e Teocrazia.
- Tragedie a soggetto storico: Maometto II, 1877; Lorenzino de' Medici, dramma in cinque atti in versi, 1873, rappresentato al teatro Malibran, senza successo di critica. Rifatto da Alessandro Dumas padre che fu accusato di plagio; Giovanna d'Arco.
- Drammi: Violante: in cinque atti e in versi, 1873.
- Raccolta di poesie: Polychordon, pubblicata nel 1878, riflette il gusto per  la teatralità.
- Poema: I Figli del secolo: schizzi in versi, 1876, dipinge a tinte fosche la vita contemporanea, attraverso l'esperienza di un poeta che, per la povertà e la fame, è costretto a rinunciare alla sua arte. Contro la corruzione, soprattutto a Venezia
- Madama Roland: Scene della rivoluzione francese, 1880.
- La leggenda del castello, 1877.
- Vittorio Alfieri, 1862, la biografia di Alfieri con un suo sonetto, colto in un manoscritto e probabilmente allora inedito.

### Lettere
All'Archivio Centrale dello Stato di Roma, nel Fondo "Paulo Fambri", si conservano lettere e documenti inediti di Vittorio Salmini.